# Права ЛГБТ+ особа у Србији
| \| \| \| \| Застава Србије \| Застава дугиних боја \| | |
| Положај Србије                                        | |
| Законска регулатива                                   | |
| Легализација хомосексуалности                         | — од 1858. до 1860. и поново од 1994. · АП Војводина: од 1977. до 1990. и поново од 1994.            |
| Родни идентитет                                       | — Законска промена пола дозвољена после годину дана хормонске терапије.                              |
| Антидискриминациони закони                            | — Заштита од дискриминације по сексуалној оријентацији, полним карактеристикама и родном идентитету. |
| Узраст сексуалне сагласности                          | — Једнак.                                                                                            |
| Војна служба                                          | Зелена квачица                                                                                       |
| Породична права                                       | |
| Брак                                                  | — Забрањен Уставом.                                                                                  |
| Истополна заједница                                   | Не                                                                                                   |
| Усвајање                                              | Не                                                                                                   |
| Ин витро фертилизација за лезбијке                    | Не                                                                                                   |
| ЛГБТ+ у Србији                                        | |
| Организације                                          | |
| Права                                                 | |
| Медији                                                | |
| Догађаји                                              | |
| Особе                                                 | |
| Значајна места                                        | |
| ЛГБТ+ портал                                          | |
| Застава Србије                                        | Застава дугиних боја                                                                                 |
| Застава Србије                                        | Застава дугиних боја                                                                                 |

ЛГБТ+ (нехетеросексуалне и нецисродне) особе у Србији могу се суочити са правним изазовима са којима се не суочавају особе које нису ЛГБТ+ особе. И мушке и женске истополне сексуалне активности су легалне у Србији, а дискриминација на основу сексуалне оријентације у областима као што су запошљавање, образовање, медији и пружање добара и услуга, између осталог, је законски забрањена. Ипак, постоје проблеми са спровођењем закона у пракси, а домаћинства која воде истополни парови не испуњавају услове за исту правну заштиту која је доступна паровима супротних полова.
У Србији постоји изражен недостатак воље суочавања са хомофобијом и трансфобијом, а власти су у више наврата забрањивале параде поноса на основу насилних претњи хомофобичних група. Такође нису успеле да заштите ЛГБТ+ појединце и организације од дискриминације, укључујући вербалне претње, претње на друштвеним мрежама и физичке нападе. Београдски прајд је први пут успешно одржан у септембру 2014.
Удружење ИЛГА-Европа је у 2020. години Србију сместила на 25. место по правима ЛГБТ+ особа од 49 посматраних држава и територија.
У јуну 2017, Ана Брнабић је постала председница Владе Србије, као прва жена и прва отворена геј особа на тој функцији, и друга ЛГБТ+ жена на челу владе неке државе (после Јоухане Сигурдардоутир са Исланда). Била је и прва премијерка Србије која је присуствовала паради поноса.

## Историја

### Средњи век
У средњовековној Европи, хомосексуалност се повезивала са Содомом и Гомором. Због тога, у средњовековним српским списима, хомосексуални односи су имали различита имена као „содомски блуд”, „грех содомских”, „содомско дело”, а користили су се и називи „мужелоштво”, „мужелеганије” и „муженевистов’ство”. Хетеросексуални анални чин је могао понети једно од ових имена, али такође и име „други грех содомски”.
Не постоји пуно записа о хомосексуалности у средњовековној Србији. Већина познатих ствари је заснована на црквеним списима.

### Прве српске државе

##### Пенитенцијални зборници
Пенитенцијални (или Епитимијни) зборници су представљали књиге или саставе на више листова на којима су исписане листе грехова са њиховим прописаним епитимијама, као и практична упутства за духовнике и парохијско свештенство.
Најважнији зборник за тему хомосексуалности је био Пенитенцијални номоканон Јована Посника, у ком је значајан део посвећен „сексуалним преступима”. Ти преступи су систематски пописани и представљени као „7 телесних грехова” и то: мастурбација, блуд, прељуба, хомосексуалност, раздевичење девојчице, скотолоштво (зоофилија) и родоскрвнуће (инцест). Ових седам грехова су били смештени у две групе, „природни” и „противприродни”. У противприродне грехове су спадали хомосексуални односи и односи са животињама (али не и хетеросексуални анални односи). Средњовековни римокатолички правници у Европи су сместили и мастурбацију у ту категорију.
Овај документ је препознао три облика учествовања у хомосексуалном односу, активни, пасивни и активни и пасивни. Као најлакши грех од ова три је сматрано пасивно учешће, а најтежи обострано учешће. Такође, педофилија није препозната као грех, већ је однос мушкарца са дечаком само сматран грехом хомосексуалности, а однос са дечаком је приказан само као „професионално ограничење” у његовој будућности, пошто дечак који је у раној младости доживео аналну пенетрацију не може да постане свештеник.

#### Краљевина Србија (1217—1345)
У 12. веку, византијски правници преводе каноне засноване на правилима Светога Василија Великог, Светога Григорија Ниског, као и тумачења Анкирског сабора са грчког на српскословенски језик. Овај превод, заједно са другом канонском грађом и световним законима римског и византијског права чине саставни део Законоправила Светог Саве (познат и као Светосавски номоканон) из 1220. које је најважнији правни документ нове аутокефалне Српске православне цркве. Ова правила оштро осуђују хомосексуалност.
Према правилима Светога Василија Великог, хомосексуална особа би била осуђена на искључење од цркве (епитимију) на 15 година, у рангу прекршаја као што су убиство, прељуба или идолопоклонство.
Према посланици Светога Павла Коринћанима, хомосексуалне особе не могу да задобију Божју милост и спасење. Неки извори тврде да је посланица погрешно преведена, пошто људи и време писања истог нису имали реч којом би описали хомосексуалну особу, као и да се у Библији никада не спомињу хомосексуалци. Св. Григорије Ниски је сматрао да особа која призна грех и одговара детаљно на питања из упитника при исповедању, може да очекује „милостивије запрећење” од оног ко је ухваћен на делу.

„Или не знате да неправедници неће наслиједити Царства Божијега? Не варајте се: ни блудници ни идолопоклоници, ни прељубници, ни рукоблудници, ни мужеложници…”
Прва посланица Коринћанима 6, 9

Анкирски сабор је закључио да је хомосексуалност, као и хетеросексуални анални однос и однос са животињама, не само „неприродан” већ и „нечист” и „заразан”, поредећи хомосексуалце са губавцима. Шеснаесто правило сабора налаже да епитимија не треба да важи подједнако за све преступнике. За преступнике млађе од 20 година, следила би епитимија од 20 година. За старије и у браку, то би било 30 година, а за ожењене преко 50 година, доживотна епитимија.
За потребе српске аутокефалне цркве, као и за нову краљевину Немањића, преведен је закон византијских царева из осме деценије 9. века Прохирон који је постао 55. поглавље Законоправила под именом Градски закон. Према Градском закону, оба учесника хомосексуалног односа су осуђена на смрт мачем. Ипак, ако је пасивно лице у односу било млађе од 12 година, није се сматрало кривим. И други сексуални преступи су носили казну одсецања главе као што су инцест између родитеља и детета или брата и сестре.

#### Српско царство (1345—1371)
За разлику од црквених закона, Душанов законик није разматрао хомосексуалност.
Према тексту обреда који се чита у Дечанском требнику из средине 14. века, духовник је требало да упита мушкарца који се исповеда да ли је имао сексуални однос „са другом”, да ли „је створио или он теби створио” (да ли је исповедник био активан или пасиван) или да ли је упражњавао узајамну мастурбацију. У једном другом упитнику из истог времена, питање је гласило: „Да ли си пао у мужеблудство или се теби (то) догодило? И како, и када, и колико (дуго) си времена (био) у томе?” (од особе која се каје се тражило да се сексуални чин детаљно опише, његова учесталост, као и временски одреди). Слична питања су била постављана и женама: „Да ли је са другарицом као са мушкарцем”. Питања везана за хомосексуалност су неретко била постављана већ на почетку саме исповести.
Питања су била постављана на начин који хомосексуалност третира као болест, а од духовника се очекивало да као лекар сазна све о „болести” како би могао да „препише прави лек”.

#### Остатак средњег века
У 15. веку се у албанским заједницама појављују вирџине, биолошке девојке или жене које се заветују на целибат и мушки живот. У скоро свим случајевима, Вирџинама се обраћа у мушком роду, те Вирџине облаче у мушку одећу, користе мушко име, носе оружје, пуше, пију, раде мушке послове, социјализују се са мушкарцима и играју улогу главе породице. Особа би постала вирџина из својих личних жеља или жеља породице и то може учинити у било ком доби. Према Марини Ворнер: „вирџинин прави, биолошки пол никада неће, чак и у случају смрти, бити спомињан у или ван вирџининог присуства.” Ова пракса је скоро изумрла.

### Нови век
Иако су постојали верски закони који су забрањивали истополну љубав и везе, њихово испољавање је било уобичајено и у православном хришћанском и у исламском друштву. По неким истраживачима српски обичај побратимства (или аделфопоезе) представља вид истополне љубави.

#### Револуционарна Србија (1804—1813)
Почетком деветнаестог века, Србија пролази кроз период турбуленције, са спорадичним периодима стабилности. Србија је 1830. након два устанка добила аутономију од Османског царства. Карађорђев кривични законик је накнадно прогласио Правитељствујушчи совјет сербски (Српски правни савет) негде у касно пролеће или рано лето 1807. и остао је на снази до 7. октобра 1813. године, када је Османско царство поново преузело контролу над Србијом. Законик је кажњавао одређена питања везана за брачни живот и сексуалност (као што су присилни брак, силовање, раздвајање/развод без одобрења свештеничког суда и чедоморство). Закон није помињао истополну сексуалну активност.

#### Кнежевина Србија (1815–1882) и Краљевина Србија (1882—1918)
Крајем 1839. године донесен је Војени закон (Војни закон) који је за циљ имао спречавање насиља које војска може да почини над цивилима. То је уједно био и први световни српски закон који криминализује и кажњава хомосексуалне односе. Европско право је по традицији педофилију, зоофилију и хомосексуалност смештало у исти законски оквир. Тако су и у Војеном закону ови чинови груписани заједно, а прописана казна за њих је била шибање.
У своме преводу Новога завјета на српски језик 1847, Вук Стефановић Караџић је мушкарце који имају сношај с мушкарцима, по узору на називе из средњега века, назвао мужеложници.
Године 1858. Османско царство, чији је Србија номинално била вазал, декриминализује хомосексуалне односе.
У првом постсредњовековном Кривичном законику Кнежевине Србије, названом Казнителни закон (Закон о казнама), усвојеном 1860. године, полни однос „против природног реда” између мушкараца постао је кажњив од 6 месеци до 4 године затвора. Зоофилија и хомосексуалност остају груписани заједно као „противприродни блудови”. Овај законик је укинуо „варварске” казнене мера као што су шибање и заменио их затворским или новчаним казнама. Као и у правним документима многих других земаља тог времена, лезбијска сексуалност је игнорисана и није спомињана.
Осуђени за хомосексуалност су слани у робијашнице (затворе) где су осуђени изоловани од остатка света изван робијашнице. Иако је слање у ове казнене институције представљало казну и то је требало да буде место да се особа „морално преваспита”, за многе је то био пут у ново отуђење. Према „древним законима” изолације једне полно хомогене заједнице, хомосексуалност је била очекивана, али не и жељена појава. Према правилима Робијашнице у Топчидеру, није било помена о сексуалним потребама затвореника.
Оптужбе за хомосексуалност су неретко биле политички алат који су политичари користили како би укаљали углед својих противника.
Развићем психијатрије и криминологије, крајем 19. века се по први пут у пар векова се поново покреће питање хомосексуалности. У Србији су се тим питањем бавили лекари и правници. Лекари су је видели као душевно обољење и настраност, док су је правници сматрали друштвеним преступом и аномалијом. Обе групе су хомосексуалност сматрале „опадањем и поразом старих морала и вредности”. У Немачкој у последњој деценији 19. века, научни кругови одбацују појам „противприродни блуд” који бива замењен појмом „педерастија”. Српски лекари тај појам позајмљују и почињу да га користе. Временом, појам улази у колоквијални српски језик у свом скраћеном облику — „педер”.
Ставови према хомосексуалности постају све екстремнији, највише под утицајем немачке медицине, што ствара климу за даљу маргинализацију хомосексуалних особа. То ће се и манифестовати пар деценија касније у нацистичкој Немачкој.

### Савремено доба

#### Краљевина Југославија (1918–1941)
Србија је 1918. године ушла у састав Краљевства Срба, Хрвата и Словенаца (Краљевства СХС). У почетку је нова држава ефективно наследила различите законе који су важили за различите територије које су се удружиле (често контрадикторне). На крају, нови југословенски кривични законик из 1929. који је ступио на снагу у Србији и Црној Гори 1. јануара 1931, а у остатку Краљевине Југославије годину дана раније, забранио је „развратност против поретка природе”. По овом закону су могле да се гоне и хетеросексуалне особе, ако би се њихов сексуални чин оценио као „противприродан”. Казна је била или затворска (дужина није дефинисана) или новчана (тадашњих 50 000 југословенских динара). Држава није активније прогонила особе хомосексуалне оријентације због других брига које је држави донео покрет за права жена, идеја слободне ванбрачне љубави и слично. Овај законик уводи и идеју да и жене треба да буду кажњене за истополне односе.
Законик је наишао на противљење једног дела јавности. Правник Михаило Чубински сматрао је да „је полни живот појединаца њихова приватна и интимна ствар” и да „држава треба што мање да се меша у ту ствар”. Такође је рекао да је „човечанство дуго патило од мешања религијских и моралних појмова са правом”. Иако се велики број ставова Чубинског као што је политика своја 4 зида са данашње тачке гледишта сматрају конзервативним па и хомофобним, у времену у ком је живео, његови ставови су сматрани либералним.

#### Окупирана Србија (1941—1945)
Нацисти су веровали да је једина прихватљива сексуалност она репродуктивна, док су сви остали видови сексуалног изражавања сматрани девијантним, бескорисним и стога, друштвено неприхватљивим. Дошавши на власт у Немачкој, анти-хомосексуални закони се пооштравају и Немачка престаје са политиком релативне толеранције између два рата. Године 1935, хомосексуалци и лезбијке су проглашени непријатељима државе, а њихова сексуалност постала политички злочин. Хомосексуалци су затварани у концентрационе логоре, мучени и убијани. У оним територијама у којима живе народи за које је пронађено место у немачком поретку раса, интересовање за питање хомосексуалаца је било јаче.
Кривични законик Југославије из 1929. остаје на снази у Србији и током окупације у Другом светском рату, с променама у деловима о политичкој кривици како би се лакше обрачунало са отпором окупатору. Према нацистичкој расној теорији, Словени су били инфериорна раса и подљуди, а за Србе је у германоцентричном новом светском поретку било предвиђено уништење, исељавање или ропство. Зато, Нацистичка Немачка је у Србији надзирала прогон Јевреја, док је прогон осталих друштвених и расних група које су сматране инфериорним остављен локалној управи тј. полицији. Локална управа је већу пажњу посвећивала пропагандом против хомосексуалаца, називајући их „морално посрнулима и девијантнима”, него прогону у пракси.

#### Комунистичка Југославија (1945–1992)
Федеративна Народна Република Југославија (ФНРЈ) потписује Женевске конвенције 1950. године, чиме је ЛГБТ+ особама дозвољено да траже азил у земљи.
ФНРЈ је 1959. ограничила кривично дело хомосексуалности само на хомосексуалне аналне односе, а максимална казна смањена је са 2 на 1 годину затвора.
Године 1977. у Социјалистичкој Аутономној Покрајини Војводини легализовани су истополни полни односи, док је у остатку Социјалистичке Републике Србије (укључујући Социјалистичку Аутономну Покрајину Косово) сексуални однос мушкараца истог пола остао незаконит. Војводина је 1990. године поново ушла у правни систем Србије, а мушка хомосексуалност поново постаје кривично дело.

#### СР Југославија / Србија и Црна Гора (1992–2006)
Године 1994. мушки хомосексуални полни однос је званично декриминализован у Републици Србији, у саставу Савезне Републике Југославије кроз измене и допуне Кривичног законика СР Србије из 1977. године. Старост за пристанак на однос постављен је на 18 година за аналне односе између мушкараца и 14 година за друге сексуалне праксе. Једнака старосна граница за пристанак од 14 година уведена је 1. јануара 2006. године са тренутним Кривичним закоником, без обзира на сексуалну оријентацију или пол.
Године 2001, Југославија поново постаје део Женевских конвенција после искључења 1992, чиме је ЛГБТ+ особама омогућено да траже азил у држави.

## Родни идентитет и изражавање
Скупштина је 28. јула 2011. усвојила измену Закона о здравственом осигурању, на основу којег су операције промене пола постале делимично покривене државним планом основног здравственог осигурања, почев од 2012.
Њујорк Тајмс је 2012. године прогласио Београд центром за операције промене пола, јер су цене за такве процедуре далеко ниже него у суседним и западним земљама.
Пре 2019. године, трансродним особама у Србији је било дозвољено да промене законски пол тек након операције промене пола. Од 2019. године могуће је променити законски пол уз потврду психијатра и ендокринолога након годину дана хормонске супституционе терапије, без икаквог хируршког захвата. Здравствено осигурање које финансира држава покрива до 65% операције, док остатак финансира пацијент. Према речима Јованке Тодоровић, координаторке програма у Гетену-ЛГБТ, око 80 одсто трансродних особа у Србији не жели да прође операцију промене пола. Уместо тога, неки бирају само терапију замене хормона, која се финансира из здравственог осигурања. Поред тога, 90% ЛГБТ+ особа у Србији тврди да здравствене установе не одговарају на њихове потребе на адекватан начин.

## Препознавање истополних веза
Док истополни парови никада нису били признати законом, Устав Србије, усвојен у новембру 2006. године, изричито дефинише брак као заједницу између мушкарца и жене (члан 62). Међутим, други облици признавања, као што су грађанске заједнице или ванзаконска партнерства, нису изричито поменути нити забрањени. Србија је према пресудама Европског суда за људска права у предметима Олијари и други против Италије из 2015. и Федотова и други против Русије из 2021. обавезана да омогући правно признање истополним паровима, а мањак таквог закона се сматра кршењем Европске конвенције о људским правима.
Године 2010. и 2013. се дешавају први покушаји да се направи Закон о истополним заједницама, али су били неуспешни.
У јуну 2019. објављени су планови за легализацију истополних партнерства између истополних парова изменама и допунама Грађанског законика, али измене су остале на чекању.
Министарка за људска, мањинска права и социјални дијалог Гордана Чомић је у новембру 2020. најавила да ће се Закон о истополним заједницама наћи у парламенту у првој половини 2021. године, али је председник Србије Александар Вучић у мају те године изјавио да ако Народна скупштина Србије усвоји тај закон, он га неће потписати, јер га сматра неуставним.
Закон није усвојен и процес доношења закона је почео испочетка у јуну 2022. године због формирања нове Владе Србије и Скупштине Србије после општих избора у Србији.

## Усвајање и родитељство
Истополни парови у Србији не могу легално усвојити дете.

У фебруару 2019, партнерка премијерке Ане Брнабић је родила дете. ЛГБТ+ заједница у Србији је имала мешовите реакције на ову вест. Јелена Васиљевић из Лабриса је изјавила за BBC:
„Чињеница да је она прва која је добила дете у том односу и на тој функцији је један велики плус за све нас. Оно што је највећи минус је то што њу и њену породицу Република Србије не препознаје. Ја бих се онда запитала на челу какве државе је она и зашто њој не смета да буде на челу такве државе […]”
Јелена, која се удала за геј човека како би као брачни пар могли да се пријаве за вештачку оплодњу је рекла:
„Као мајка, потпуно саосећам са премијерком. Знам колико сам ја желела дете и колико ми је било тешко да нађем начин да га добијем. Сигурно је и она имала сличне унутрашње борбе. Ипак, као лезбијка сам љута на њу, јер као председница Владе, Ана Брнабић је на позицији моћи. Да нешто и промени.”

### Донирање репродуктивних ћелија
Крајем 2020. године, повереница изриче опомену министарству здравља после тужбе удружења Да се зна! и Изађи! на одредбе Правилника о ближим условима, критеријумима и начину избора, тестирања и процене даваоца репродуктивних ћелија и ембриона са краја 2019. године у ком је писало да давалац репродуктивних ћелија не може бити лице са „анамнезом” хомосексуалних односа у последњих 5 година, као и да не може бити особа која има аналне односе. 23. априла 2021, прва од ове две одредбе је обрисана, али је друга остала, упркос савету поверенице да су обе мере дискриминаторне.

## Заштита од дискриминације
До 2002. Србија није имала законску заштиту посебно усмерену на ЛГБТ+ права.
Народна скупштина је 2002. године усвојила Закон о радиодифузији који забрањује српским радиодифузним агенцијама да шире информације које подстичу дискриминацију, мржњу и насиље на основу сексуалне оријентације (између осталих категорија).
2005. године, изменом Закона о раду, забрањена је дискриминација по основу сексуалне оријентације при запошљавању. Исте године, Скупштина је усвојила Закон о високом образовању, који гарантује једнака права без обзира на сексуалну оријентацију у тим институцијама (између осталих категорија).
Парламент је 26. марта 2009. године усвојио јединствени Закон о забрани дискриминације, који забрањује, између осталих категорија, дискриминацију на основу сексуалне оријентације и трансродног статуса у свим областима. Закон посебно дефинише дискриминацију на следећи начин:
| „ | изрази „дискриминација” и „дискриминаторско поступање” означавају свако неоправдано прављење разлике или неједнако поступање, односно пропуштање (искључивање, ограничавање или давање првенства), у односу на лица или групе као и на чланове њихових породица, или њима блиска лица, на отворен или прикривен начин, а који се заснива на раси, боји коже, прецима, држављанству, националној припадности или етничком пореклу, језику, верским или политичким убеђењима, полу, роду, родном идентитету, сексуалној оријентацији, полним карактеристикама, нивоом прихода, имовном стању, рођењу, генетским особеностима, здравственом стању, инвалидитету, брачном и породичном статусу, осуђиваности, старосном добу, изгледу, чланству у политичким, синдикалним и другим организацијама и другим стварним, односно претпостављеним личним својствима. | ” |

Скупштина је 5. јула 2011. усвојила закон о младима којим се забрањује дискриминација на основу сексуалне оријентације. Законом се уређују мере и активности које локалне самоуправе предузимају на унапређењу социјалног положаја младих и стварању услова за решавање њихових потреба и интереса.
У децембру 2011, Уставни суд Србије је у случају Уж-5284/2011 (Парада поноса Београд против Полиције Београда) пресудио је да је забрана одржавања параде поноса 2009. неуставна. Организацији Парада поноса Београд је исплаћено 500 евра одштете.
У мају 2014. Амнести интернешенел је идентификовао Србију као једну од земаља у којима постоји изражен недостатак воље суочавања са хомофобијом и трансфобијом, напомињући да су власти у више наврата забрањивале параде поноса на основу насилних претњи хомофобичних група и да власти нису успеле да заштите ЛГБТ+ појединце и организације од дискриминације, укључујући вербалне претње и претње на друштвеним мрежама и физичке нападе.
У септембру 2020 године, шеф Делегације Европске уније у Србији Сем Фабрици је посетио Прајд инфо центар и истакао да „ЛГБТИ заједницу треба подржати и ван Недеље поноса", али и указао на мањак воље власти да се бори против дискриминације над ЛГБТ+ особама.

### Закони против анти-ЛГБТ+ говора
Од 2003. године постоји законодавство (део Закона о информисању) посебно успостављен за сузбијање вербалне дискриминације на основу сексуалне оријентације у медијима. Иста забрана је била део Закона о радиодифузији усвојеног 2002. године; међутим, то никада није ефикасно испоштовано, с обзиром да Агенција за радио емитере (независна владина агенција) није предузела никакве мере против преступника. У ширем смислу, Закон о забрани дискриминације из 2009. забрањује говор мржње на основу сексуалне оријентације у ширем српском друштву. Усвајањем нових измена и допуна Закона о забрани дискриминације 2021. године, родни идентитет је уврштен као основ за забрану дискриминације, чиме је Србија друга земља у региону која је то учинила.

### Закони о злочинима из мржње
Скупштина Србије је 24. децембра 2012. године усвојила измене Кривичног закона којима се уводи појам „злочина из мржње”, укључујући и на основу сексуалне оријентације и родног идентитета. Прва пресуда по овом закону изречена је 2018.

## Покрети за ЛГБТ+ права

### Организације
У Србији су основане многе ЛГБТ+ организације, посебно у Београду и Новом Саду, али и у Нишу, Крагујевцу, Суботици, Шапцу и Зрењанину.
Прва позната ЛГБТ+ организација у Србији, Аркадија, основана је 1990. године у Београду. Угашена је 1995. године. Исте године је основан Лабрис. Током година, Лабрис се редовно састаје са званичницима како би разговарали о дискриминацији и превенцији насиља, подизању свести о ЛГБТ+ правима кроз едукативне кампање и јавне догађаје, као и кампању за повећање законских права за истополне парове.
Неке од осталих група су Гетен - ЛГБТ+ група основана 2000. године у Београду, Геј стрејт алијанса, са седиштем у Београду, Асоцијација Дуга, са седиштем у Шапцу и региону и Београд прајд, основан 2011.
ГООСИ (Геј организација особа са инвалидитетом), са седиштем у Београду, залаже се у име и води кампање у корист ЛГБТ+ особа са инвалидитетом. Организација Егал се залаже за права ЛГБТ+ особа (углавном транс* особа) и пружа правно саветовање и психо-социјалну подршку.

## Друштвени услови
Гејеви и лезбијке се и даље суочавају са дискриминацијом и узнемиравањем у Србији. Већина грађана Србије задржава чврсте ставове против хомосексуалности. Било је бројних случајева насилног малтретирања хомосексуалаца, најекстремније током првог београдског геј прајда 2001.
Београдски прајд је први пут успешно одржан у септембру 2014. године у Београду. Од тада се сваке године одржавају успешне параде поноса, на којима редовно присуствују локални градоначелници и поједини министри у влади.
У јуну 2017, Ана Брнабић је постала председница Владе Србије, као прва жена и прва отворена геј особа на тој функцији, и друга ЛГБТ+ жена на челу владе (после Јоханне Сигурдардотир са Исланда). Била је и прва премијерка Србије која је присуствовала паради поноса. Њено именовање на место премијерке наишло је на критике и противљење и левичарских и десничарских група. Левичарске групе оптужиле су Брнабићеву да је председникова „марионета” и да ће њена сексуална оријентација служити за прикривање кршења људских права. Десничарске групе су се противиле њеној номинацији због њене сексуалне оријентације.
У септембру 2017. године премијерка Брнабић је учествовала на Паради поноса у Београду. Брнабићева је на том догађају рекла:
„Влада је овде за све грађане и обезбедиће поштовање права свим својим грађанима.”
У фебруару 2019. Милица Ђурђић, партнерка Ане Брнабић, родила је сина Игора. Како наводи агенција Франс-Прес, „Ана Брнабић је једна од првих премијерки чија се партнерка породила док је била на функцији… и прва на свету у истополном пару”.
Дана 17. маја 2019. године, поводом Међународног дана борбе против хомофобије, трансфобије и бифобије, неколико стотина људи окупило се у центру Новог Сада на, како је речено, првом геј скупу града на северу Србије. Догађај је организовала локална невладина група Егзит уз подршку градских званичника.
Удружење ИЛГА-Европа је у 2016. години Србију сврстало на 28. место по ЛГБТ+ правима од 49 посматраних европских земаља, а 2020. на 25. место.
Марко Михаиловић из Београд прајда је у интервјуу из 2021. изјавио да припадници ЛГБТ+ заједнице у Србији слободно живе само у Новом Саду и Београду, док је у другим градовима у Србији мржња према ЛГБТ+ особама висока.
У новембру 2022, Културни центар у Новом Пазару је повукао са репертоара анимирани филм Чудесни свет на захтев родитеља зато што је један од главних ликова у филму отворено геј. Како су родитељи навели, филм „пропагира хомосексуалност”. Горан Милетић из организације Civil Rights Defenders навео је да је „цензура филма са жељом да се негира постојање ЛГБТ+ заједнице противзаконита”, док је професорка психологије на Филозофском факултету и председница Психолошког друштва Србије, др Тамара Џамоња Игњатовић изјавила је да је „сврха оваквих филмова борба против стигме” и „да је породица угрожена, али не овим, већ је угрожена због нетолеранције”.

### Медицина
Званични медицински уџбеници који хомосексуалност сврставају под „сексуалне девијације и поремећаји” били су у оптицају и у широкој употреби. После неколико захтева да то учини, Српско лекарско друштво је коначно у званичном писму Лабрису, српској ЛГБТ+ организацији, 2008. године навело да истополна оријентација није болест. Хомосексуалност је скинута са званичне листе болести од 1997. године, када је Србија почела да примењује МКБ-10.
У извештају УН из 2017. за ЛГБТ+ права у источној Европи, као један од проблема у Србији је наведено да се „транссексуалност” још увек класификује као ментални поремећај.

### Образовање
Кровна организација младих Србије (КОМС) је током шестомесечног истраживања под називом Срушимо четири зида испитала ставове према ЛГБТ+ заједници у школама у 5 градова: Сомбору, Чачку, Краљеву, Врњачкој Бањи и Врању. КОМС је изразио забринутост због мањка подршке и разумевања за ЛГБТ+ особе од стране ученика, као и да наставници не посвећују довољно времена ЛГБТ+ темама на часовима. Један од закључака је био и да су млади неинформисани о темама везаним за ЛГБТ+ заједницу.
У Чачку, 39,3% испитаних ученика мислило да је Законом о истополним заједницама предвиђено да би особе у истополним заједницама могле да усвајају децу, иако није. У истом граду, више од половине испитаних не би прихватило да се две особе истог пола држе за руке, љубе или грле у јавности, а 64,2% уопште не подржава одржавање Параде поноса. Као разлог, испитани су навели јавни морал и религијска уверења. У исто време, 49,4% је мисли да ЛГБТ+ заједница уопште не нарушава јавни морал и религиозна уверења грађана. 59% испитаних уопште не подржава право истополних парова да усвоје дете, док 22,5% потпуно подржава.
У Сомбору, 56% професора је рекло да се са ЛГБТ+ темама никада нису сусрели током формалног образовања, а 90% да се са ЛГБТ+ темама нису сусрели у уџбенику. 60% професора је изразило мишљење да за ЛГБТ+ теме треба направити места у формалном образовању.
У Краљеву, 26,8% младих који су испитани уопште не подржава ЛГБТ+ заједницу, док је 31,2% потпуно подржава. 8,8% испитаника се изјаснило као део ЛГБТ+ заједнице. Од тих 8,8%, 31,1% ЛГБТ+ младих у Краљеву тврди да има потпуну подршку породице и пријатеља, док је 35,1% изјавило да немају никакву подршку.
У Врњачкој Бањи, трећина младих ЛГБТ+ испитаника тврди да је претрпело насиље због своје сексуалне оријентације и/или родног идентитета. То насиље је у 40% било физичко, а у 17% случајева сексуално, као и да је најчешће место где се насиље дешавало школа. У 75% случајева, насилник је био вршњак жртве. У половини случајева кад је насиље пријављено, нико није реаговао, а у само 14% случајева је реаговала полиција. Више од половине испитаника је изјавило да се не осећа безбедно у Врњачкој Бањи.
У Врању, половина школа је одбила да учествује у истраживању. 64% испитаних наставника је тврдило да је хомосексуалност поремећај, иако је скинуто са листе менталних поремећаја 1973. 21% наставника се изјаснио да се ученици могу спречити да постану део ЛГБТ+ заједнице квалитетним васпитно-образовним програмом, док је 47% рекло да то није могуће. 67% наставника није знало да ли у школи у којој раде постоји неки ЛГБТ+ ученик. 44% верује да ЛГБТ+ ученици нису негативан утицај на остале ученике, а 16% мисли да јесу. 44% наставника није желело да одговори на питање „да ли је наставницима који су део ЛГБТ+ заједнице место у школи”, док је 39% рекло не, а 17% да. Четвртина испитаних уопште не мисли да школа треба да буде инклузивна када се ради о особама које припадају ЛГБТ+ заједници.

#### Уџбеници
Организација Лабрис је 2018. године поднела тужбу повереници за заштиту равноправности због настављеног коришћења уџбеника у којима је хомосексуалност описана као болест, упркос опште препоруке заштитнице из 2014. године. Уџбеници у којима су ЛГБТ+ особе дискриминисане су потпуно повучени из употребе тек 2019. године, иако је Српско лекарско удружење хомосексуалност скинуло хомосексуалност са листе болести 2008.
Појављивање тема полног и родног идентитета у уџбеницима за биологију осмог разреда основне школе издавачке куће Klett 2021. године је изазвало негативне реакције неких наставника и родитеља, сматрајући теме „наметањем родне идеологије која се коси са традицијом и вером”, „промоцијом хомосексуалности” и „увођењем појма интерсексуалности”. Ова тема је поново покренута 2022, те је министар образовања Бранко Ружић затражио да Национални просветни савет (НПС) процени да ли је уџбеник из биологије заснован на науци. Председник Српског биолошког друштва проф др Мирослав Живић изјавио је да „не постоји апсолутно никаква сумња или бојазан да он (уџбеник) по било ком елементу одступа од онога што је званични научни став, да је потпуно јасан и добро дефинисан и да не пружа бог зна какве могућности за слободно тумачење”, да им је „професионална дужност да не одступају од става биолошке науке”, као и „да се неће мрднути с браника толеранције, што је обавеза интелектуалаца и високообразованих људи који треба да буду свесни да је толеранција основа опстанка савременог света”. НПС је подржао став Српског биолошког друштва, Института за биолошка истраживања и свих катедри за биологију универзитета у Србији, који тврде да су лекције о полном и родном идентитету засноване на науци. Комисија за оцену садржаја уџбеника је ипак дала оцену да уџбенике треба преправити. Организација Да се зна! апеловала је на министарство просвете да оснује нову комисију, пошто се у првој није нашао ниједан биолог, као и ниједна жена. Организација је такође тврдила да је „зато било особа које су познате по говору мржње, дискриминацији, хомофобији, трансфобији и које су се залагале за забрану Европрајда 2022.”

### Војна служба
2010. године, Геј лезбијски инфо центар је изјавио да гејеви и лезбијке могу да слободно служе у војсци и да војска Србије не дискриминише по питању сексуалне оријентације иако у самој војсци постоје предрасуде према мушким геј војницима.
Године 2013, Јован Кривокапић, тадашњи портпарол Министарства одбране, изјавио је да „сексуално опредељење није, нити ће бити препрека за некога ко жели да буде професионални војник у Војсци Србије. Питање о сексуалном опредељењу се није постављало у регрутном систему обавезног служења војног рока, а не поставља се ни данас ни у једној од фаза пријема у професионалну војну службу.”
Године 2014, официрка српске војске Хелена Вуковић се аутовала као транс жена, што је резултовало у њеном пензионисању од стране војске Србије. Разлог који је био наведен је био да „њена дијагноза може да укаља репутацију војске”. Вуковић је војску успешно тужила.
Према истраживању из 2021. под називом Мапирање (не)дискриминације у систему Војног школства РС, полазници две војне школе нису успели да опазе било какву дискриминацију било које истраживане групе, а те групе су биле жене, етничке, националне и верске мањина, атеисти и ЛГБТ+ особе. Такође, учесници у раду фокус група истраживања су као једину групу која не би наишла на недискриминаторан третман од наведених истакли ЛГБТ+ особе. Већина учесника је очекивала да се нетолерантност друштва „пресликава и мултипликује” у војсци Србије. Такође је одговорено на тврдњу Кривокапића, наводећи да „ако нешто није пријављено, не значи да не постоји”. У уџбеницима који се користе у војсци се хомосексуалност или не обрађује или се, као у уџбенику из психологије, помиње као „настрано задовољавање”.

### Полиција
У Србији, већина ЛГБТ+ особа не пријављује насиље и претње јер верују да им полиција неће помоћи, да ће бити подвргнути руглу и понижавани. У извештају удружења Да се зна! „Подаци, а не звона и прапорци” из 2017. године, више од половине жртава насиља над ЛГБТ+ особама је рад полиције на њиховом случају оценило као „негативан и понижавајући”. Тако је током пријаве претњи смрћу, један геј мушкарац од полицајца добио понуду да се упозна са његовом колегиницом како би „прешао на праву страну”.

У априлу 2017. године, група младића је претукла транс жену испред клуба у Београду. Кад је жртва побегла од нападача и дошла на локалну такси станицу, један таксиста је упалио ауто и одаљио се од ње, а други у чији је ауто успела да уђе је покушао да је избаци док су два нападача покушавала да је извуку из кола. Жртва је за организацију Егал испричала: 
„Некако је таксиста на моје молбе кренуо и после 40 метара зауставио је возило и истерао ме напоље у улици Царице Милице. Није хтео ни полицију да зове нити да ме било где вози, упркос свим мојим молбама.”
У том тренутку су таксисти пристигли колеге да му „помогну”, а један таксиста је наводно изјавио: „Не возимо трансвестите, педере и крваве”. Таксисти су се разишли и оставили жртву крваву на улици. Кад је позвала полицију, прослеђен јој је број дежурне службе на Савском венцу, који није успела да добије. Пошто је успела да оде у полицијску станицу Савски Венац да пријави напад, како је наведено, дежурни полицајац ју је питао „Шта ти треба да се облачиш тако?” После одласка у Ургентни центар где јој је констатован прелом десне шаке и посекотине по глави и телу, дежурни полицајац ју је информисао да „су празници па се неће радити на пријави” и да је „и Кенеди убијен па се не зна ко је крив”. Егал је оштро осудио напад и указао на то да Министарство унутрашњих послова Србије често тврди да су обучили стотине радника за рад са ЛГБТ+ особама.
У јуну 2022. године, Прајд инфо центар је нападнут по четрнаести пут од свог оснивања, а ни у једном случају, нико није процесуиран до краја. Пар месеци пре тог напада, у фебруару, човек је упао у центар и почео да ломи инвентар и прети запосленима.

### Признање азила
Године 2019, младом иранском геј мушкарцу је одобрен азил на основу његове сексуалне оријентације.

### Инциденти
Заштиту ЛГБТ+ особа у Србији додатно компликује постојање различитих националистичких и неонацистичких удружења попут Образа, 1389, и Левијатана чије ставове неретко деле поједине десничарске политичке странке.

#### Параде поноса
Неколико парада поноса је морало бити отказано. Прославе Дана поноса у Београду 2004. и још једна у Новом Саду 2007. године отказане су због немогућности обезбеђивања адекватне безбедности од насиља због ограничених ресурса. Београд Прајд 2009. такође је отказан из сличних разлога, јер полиција није могла да гарантује безбедност учесника.

##### Парада поноса 2010.
Након објављивања планова за одржавање Параде поноса 2010, више организација је слало претње у којима се позивало на физичко насиље над учесницима параде. Скуп од 6500 људи покушао да нападне учеснике Параде поноса 2010. у Београду. Током нереда су нападнуте зграде Демократске странке, Социјалистичке партије Србије, РТС-а, покретни мамограф, као и бројне продавнице у центру Београда које су опљачкане. 132 полицајца и 25 грађана је повређено, док је 249 особа ухапшено.
Тадашња повереница за заштиту равноправности Невена Петрушић је митрополиту митрополије црногорско-приморске СПЦ Амфилохију наложила да се извини за вређање ЛГБТ+ заједнице поводом Параде поноса 2010. Амфилохије је изјавио да „је на Паради поноса виђен смрад који је загадио престони град Београд, страшнији од уранијума, највећи смрад содомски који је ова савремена цивилизација уздигла на пиједестал божанства”. После предлога да се извини, Амфилохије је изјавио да нема намеру да се извини и да „није изразио мржњу према човеку”. Демократска странка, која је номиновала Петрушић на позицију поверенице, је осудила „неразумну и противправну одлуку” поверенице, тврдећи да је нарушила уставно право на слободу вероисповести. Од ње су захтевали извињење СПЦ и неопозиву оставку.

##### Европрајд 2022.
Од објављивања Београда као домаћина годишње пан-европске манифестације Европрајд за 2022. годину, чланови СПЦ, многе странке и јавне личности су изјавили своје незадовољство тим одабиром. У Београду су се више пута појављивали графити који позивају на насиље и смрт ЛГБТ+ заједници. Градоначелник Београда Александар Шапић изјавио је да „не разуме сврху Европрајда”, „да га неће предводити, наравно” и да ће уместо тога подржати манифестације као што је Дан породице. Странке Двери и Покрет обнове Краљевине Србије су у више наврата позвалe на отказивање догађаја, наводећи „да је њено одржавање антидемократско насиље”, као и да „представља здравствени ризик”, „терор мањине”, као и да ће на организацију бити потрошено 40 милиона Евра, што је демантовао Београд прајд, који тврди „да нису добили ни динар из буџета”, као и Београдски центар за безбедносну политику. Епископ Никанор је у августу 2022. изјавио да би „да би оружје употребио да га има” причајући о учесницима Европрајда, позвао људе да се побуне насилно, као и да ће „проклети сваког ко ово проповеда”, што је наишло на осуде углавном левичарских политичких партија, Поверенице за заштиту равноправности и Председника Александра Вучића. Дана 14. августа 2022, одржан је протест „За одбрану породице” против одржавања Европрајда у Београду.
Дана 27. августа 2022, председник Србије је изјавио да је Европрајд отказан. Истог дана, организатори Европрајда и ЕПОА су изјавили да председник нема овлашћење да откаже Европрајд, већ да може само да покуша да га забрани. Такође је речено да би потенцијална забрана била кршење Устава, као и чланова 11, 13. и 14. Европске конвенције о људским правима који је Србија ратификовала као чланица Савета Европе. ЕПОА је такође подсетила да је премијерка Србије обећала пуну подршку Владе Србије за Европрајд и да очекују да ће то обећање бити испуњено. Људи су поново позвани да изађу у протестну шетњу 17. септембра, као што је и планирано. Одлуку Вучића су осудиле Сједињене Америчке Државе, ЕУ и Савет Европе. МУП Србије је забранио шетњу 13. септембра заказану за 17. септембар, али организатори тврде да ће се ЛГБТ+ људи окупити без обзира на забрану у знак протеста.

#### Насиље, претње и омаловажавање
Године 2017, истакнути српски ЛГБТ+ активиста Бобан Стојановић добио је азил у Канади након што је документовао око 1000 различитих страница насиља усмереног према њему и његовој партнерки. У интервјуу у априлу 2018, Стојановићева партнерка је рекла да је насиље на њих извршило велики притисак, због чега је пар био приморан да напусти Србију.
Ненад Пагонис је после имитирања Кончите Вурст у изведби песме Rise Like a Phoenix у емисији „Твоје лице звучи познато” оптужен за трансфобију кад је при крају наступа поцепао своју хаљину, а онда током коментара жирија изјавио да „је имао моралну дилему око тога да ли треба да имитира Кончиту” и да „му је драго што су му деца мала, да не мора да им објашњава кога је имитирао”. Марија Шерифовић је на његово понашање одговорила са изјавом да је „велика разлика између педера и педерчине”.
Амфилохије Радовић, митрополит црногорско-приморски СПЦ је довео у везу поплаве на Балкану 2014. са победом дрег краљице Кончите Вурст на Песми Евровизије неколико недеља раније, објаснивши да „нас Бог искушава како бисмо се вратили на прави пут”.
Истраживање Уједињених нација из 2017. је показало да је 70% ЛГБТ+ особа претрпело неки вид психичког насиља и злостављања.
Године 2019, човек је претучен у Београду зато што је носио розе торбу, због које су нападачи посумњали да је геј.
У марту 2020. године, група од око 200 средњошколаца се окупила у Лесковцу како би протествовали против најављене Параде поноса у Лесковцу, која није ни била планирана. Учесници су узвикивали поруке мржње према ЛГБТ+ заједници, а неколико новинара је том приликом физички нападнуто.
Током протеста „За одбрану породице” у августу 2022, један од говорника је ЛГБТ+ особе описао као „не људи, него животиње, то су фекалије” и позвао на стрељање њих у главу, на одушевљење окупљених.

### Јавно мњење
Према речима поверенице за заштиту равноправности, истраживање спроведено 2012. године показало је да 48 одсто грађана Србије верује да је хомосексуалност болест.
Према подацима Удружења за једнака права из 2018. године, 26 одсто становништва земље прекинуло би контакт са особом ако би сазнало да је та особа ЛГБТ+, 38 одсто становништва верује да је хомосексуалност болест, 48 одсто родитеља би потражило лечење због њиховог ЛГБТ+ детета, 70 одсто се противило праву ЛГБТ+ особе да наследи имовину свог истополног партнера, а 90 одсто се противило усвајању детета од стране ЛГБТ+ особе.
Према анкети из 2017. коју је спровела ИЛГА, 59% испитаних се сложило да геј, лезбијке и бисексуалци треба да уживају иста права као и стрејт људи, док се 24% не слаже. Поред тога, 64% се сложило да треба да буду заштићени од дискриминације на радном месту. Мишљење да особе које су у истополним везама треба оптужити као криминалце је делило 21% испитаних, док се 55% није сложило са тим. Што се тиче трансродних особа, 63% се сложило да треба да имају иста права, 65% верује да треба да буду заштићене од дискриминације при запошљавању, а 51% верује да им треба дозволити да промене свој законски пол. Поред тога, већина Срба би прихватила ЛГБТ+ комшију. Исте године, анкета Уједињених нација долази до податка да 90% људи не подржава параду поноса.
Према подацима из 2017. из истраживања Центра Е8, око 44% жена се слаже да истополни бракови треба да буду легални (14,8% се у потпуности слаже, 29,2% се слаже), док се 38,2% противи (15,0% се противи потпуно, 23,2% се противи). Истовремено, 32,6% мушких испитаника се слаже да истополни бракови треба да буду легални (12,8% се потпуно слаже, 19,6% се слаже), док се 50,8% противи (26,2% се противи потпуно, 24,6% противи).
Према подацима Civil Rights Defenders-а из 2020. године, док је подршка истополним браковима и даље ниска (26%), када се разврстане на појединачна права за која се предвиђа да ће бити регулисана Законом о истополној заједници, постоји широка подршка за свако право (59 %-73%). 80% грађана сматра да би ЛГБТ+ особе требало да имају бар нека права која ће бити регулисана Законом о истополној заједници, другом по величини међу свим земљама Западног Балкана (после Црне Горе, која је 2020. године усвојила закон о регистрованим партнерствима истог пола). У случају скоро сваког права, подршка је значајно већа код млађих (18—29) и високообразованих испитаника из Београда и Војводине. Ставови према готово свим питањима везаним за ЛГБТ+ заједницу су се у Србији значајно побољшали у последњих 5 година. Иако су уочена побољшања, истраживање показује да је хомофобија и даље распрострањена на неколико главних рачуна у друштву, као што је да 57% верује да је хомосексуалност болест. Преко 2/3 испитаника сматра да би требало дозволити одржавање мирних маршева поноса у Београду.
Истраживање је показало да су млађи од 29 година најполаризованија група испитаних, те у тој групи има највише оних који си се придружили паради поноса, али и највише оних који би били спремни на насиље против учесника параде. Две петине грађана који лично познају особу различите сексуалне оријентације имају позитиван став према тој популацији, што је 4 пута више од просека, док међу онима који посредно познају или мисле да познају ЛГБТ+ особу има више оних са негативним ставовима и жеља за интеракцијом је испод просека.
Подршку ЛГБТ+ популацији и позитивна осећања према ЛГБТ+ популацији изнад просека у Србији имају:
- Они који су религиозни али се не слажу са свим што њихова религија проповеда и они који нису религиозни али немају ништа против религије
- Жене
- Особе млађе од 40 година
- Факултетски образовани
- Корисници друштвених мрежа, нарочито Твитера и Тиктока
- Становници урбаних средина у Војводини и Београду
- Срби (у односу на припаднике других нација)

Отпор према ЛГБТ+ популацији постаје већи што је тестирани однос ближи испитанику (најмањи отпор као сународник, највећи као члан породице).
Више од 87% ЛГБТ+ жртава насиља нема никакву информацију да је по њиховој пријави полицији ишта урађено.
| Питање или тема                                            | % испитаних који су рекли „да” | % испитаних који су рекли „да” |
| Питање или тема                                            | 2020.                          | 2018.                          |
| ---------------------------------------------------------- | ------------------------------ | ------------------------------ |
| Република Србија не води рачуна о ЛГБТ+ грађанима          | 77%                            | 78%                            |
| Доживели сте емотивно насиље                               | 56%                            | 64%                            |
| Доживели сте физичко насиље                                | 8%                             | 8%                             |
| Доживели сте сексуално насиље                              | 14%                            | 7%                             |
| У претходних годину дана сте били изложени дискриминацији  | 46%                            | 67%                            |
| Не осећате се слободним да испољавате свој ЛГБТ+ идентитет | 48%                            | /                              |

#### Богардусова скала социјалне дистанце
Богардусова скала социјалне дистанце је скала коју је конструисао Богардус за испитивање и мерење димензије социјалне дистанце, дефинисане као степен спремности појединца да прихвати одређену врсту социјалних односа са типичним припадником неке социјалне групе.
| Спремност да припадник ЛГБТИ популације...      | % испитаних који су рекли „да” | % испитаних који су рекли „да” | % испитаних који су рекли „да” |
| Спремност да припадник ЛГБТИ популације...      | 2021.                          | 2010.                          | 2008.                          |
| ----------------------------------------------- | ------------------------------ | ------------------------------ | ------------------------------ |
| ...живи у Вашој држави, да Вам је сународник    | 67%                            | 53%                            | 52%                            |
| ...буде Ваш комшија или суграђанин              | 62%                            | 46%                            | 47%                            |
| ...Вам буде сарадник на послу                   | 59%                            | 40%                            | 38%                            |
| ...буде наставник или васпитач Вашој деци       | 33%                            | 18%                            | 14%                            |
| ...се с њим/њом дружите и посећујете            | 44%                            | 27%                            | 24%                            |
| ...Вам буде шеф на послу                        | 47%                            | 32%                            | 30%                            |
| ...има руководећи положај у Вашој држави        | 44%                            | 28%                            | 23%                            |
| ...будете у сродству/да буде члан Ваше породице | 28%                            | 22%                            | 17%                            |

#### Усвајање
Анкета центра Е8 из 2018. показала је да жене чешће подржавају усвајање од стране хомосексуалних мушкараца него мушкарци.
| Организација              | Година | Питање или тема                                                                              | Да    | Не    |
| ------------------------- | ------ | -------------------------------------------------------------------------------------------- | ----- | ----- |
| Е8                        | 2018.  | Хомосексуалним мушкарцима би требало да буде дозвољено да усвајају децу (питани су мушкарци) | 11%   | 77,5% |
| Е8                        | 2018.  | Хомосексуалним мушкарцима би требало да буде дозвољено да усвајају децу (питане су жене)     | 19,8% | 63,6% |
| Удружење за једнака права | 2018.  | ЛГБТ+ особама треба да буде дозвољено да усвајају децу                                       | /     | 90%   |
| Civil Rights Defenders    | 2020.  | Право ЛГБТИ+ особа на усвајање деце                                                          | 22,5% | /     |

#### Трансродност
Према истраживању Ипсоса из 2018, у Србији, већина људи сматра да Србија постаје толерантнија према трансродним особама (69%), да трансродним особама треба да буде дозвољена операције промене пола (64%), да се није отишло предалеко са дозвољавањем транс особама да се презентују и живе као пол свог избора (56%), да транс особе немају физички инвалидитет (55%), да су транс особе храбре (54%) , да не чине грех (54%), да су трансродне особе природна појава (49%) и да власт треба да штити трансродне особе од дискриминације (61%).
Мишљења су подељена по питању да ли трансродне особе имају неку врсту менталне болести, који тоалет транс особа треба да користи, о бризи о излагању деце трансродним особама, да ли транс особама треба да буде дозвољено служење војног рока и о томе да ли држава треба да још више ради на заштити транс особа.
Већина такође мисли да транс особама не треба да буде дозвољено да усвајају (65%) и рађају или зачињу децу (50%), не мисле да транс особе имају „посебне духовне дарове” (51%), не мисле да транс особе имају посебно место у друштву (50%), сматрају да транс особе крше традиције културе Србије (50%) и не мисле да им треба дозволити брак са особом истог пола по рођењу (47%).
| Организација | Датум        | Тема или питање | Да  | Не  | Не знам |
| ------------ | ------------ | --- | --- | --- | ------- |
| ИЛГА         | 2017.        | Подржавате заштиту транс особа од дискриминације на радном месту                                                      | 65% | /   | /       |
| ИЛГА         | 2017.        | Дозволити промену пола                                                                                                | 51% | /   | /       |
| Ипсос        | Јануар 2018. | Трансродне особе су храбре                                                                                            | 54% | 32% | 14%     |
| Ипсос        | Јануар 2018. | Трансродне особе су природна појава                                                                                   | 49% | 39% | 12%     |
| Ипсос        | Јануар 2018. | Трансродне особе имају неку врсту менталне болести                                                                    | 44% | 43% | 13%     |
| Ипсос        | Јануар 2018. | Трансродне особе имају неку врсту физичког инвалидитета                                                               | 30% | 52% | 18%     |
| Ипсос        | Јануар 2018. | Трансродне особе имају посебне духовне дарове                                                                         | 16% | 51% | 33%     |
| Ипсос        | Јануар 2018. | Трансродне особе чине грех                                                                                            | 27% | 54% | 20%     |
| Ипсос        | Јануар 2018. | Наша држава постаје толерантнија према трансродним особама                                                            | 69% | 23% | 8%      |
| Ипсос        | Јануар 2018. | Желим да наша држава ради више да подржи и заштити трансродне особе                                                   | 48% | 43% | 9%      |
| Ипсос        | Јануар 2018. | Бринем о излагању деце трансродним особама                                                                            | 50% | 41% | 9%      |
| Ипсос        | Јануар 2018. | Трансродне особе имају посебно место у друштву                                                                        | 29% | 50% | 21%     |
| Ипсос        | Јануар 2018. | Трансродне особе крше традиције моје културе                                                                          | 50% | 42% | 8%      |
| Ипсос        | Јануар 2018. | Друштво је претерало у дозвољавању људима да се облаче и живе као један пол иако су се родили као други               | 30% | 56% | 14%     |
| Ипсос        | Јануар 2018. | Влада треба да заштити трансродне особе од дискриминације                                                             | 61% | 28% | 12%     |
| Ипсос        | Јануар 2018. | Трансродним особама треба да буду дозвољене операције како би се њихово тело уклапало са њиховим идентитетом          | 64% | 25% | 11%     |
| Ипсос        | Јануар 2018. | Трансродним особама треба да буде дозвољено да се венчају са особом истог пола по рођењу                              | 38% | 47% | 11%     |
| Ипсос        | Јануар 2018. | Трансродним особама треба да буде дозвољено да служе у војсци                                                         | 48% | 40% | 13%     |
| Ипсос        | Јануар 2018. | Трансродним особама треба да буде дозвољено да зачињу или рађају децу (ако су биолошки у способности да исто и ураде) | 38% | 50% | 12%     |
| Ипсос        | Јануар 2018. | Трансродним особама треба да буде дозвољено да усвајају децу                                                          | 26% | 65% | 9%      |
| Ипсос        | Јануар 2018. | Трансродним особама треба да буде дозвољено да користе тоалет пола са којим се идентификују                           | 38% | 44% | 18%     |

| Организација | Датум | Проценат испитаника који је одговорио са:          | Проценат испитаника који је одговорио са:  | Проценат испитаника који је одговорио са: | Проценат испитаника који је одговорио са: | Проценат испитаника који је одговорио са: | Проценат испитаника који је одговорио са: |
| Организација | Датум | Виђао/ла сам овакве људе, али их не познајем лично | Ретко или никад нисам виђао/ла овакве људе | Имам овакве познанике                     | Имам овакве пријатеље/породицу            | Ја сам овакав/ва                          | Не знам                                   |
| ------------ | ----- | -------------------------------------------------- | ------------------------------------------ | ----------------------------------------- | ----------------------------------------- | ----------------------------------------- | ----------------------------------------- |
| Ипсос        | 2017. | 46%                                                | 40%                                        | 13%                                       | 0%                                        | 0%                                        | 3%                                        |

#### Остало
питања постављена ЛГБТ+ особама
| Организација                        | Датум      | Тема или питање                                                 | Да   | Не  |
| ----------------------------------- | ---------- | --------------------------------------------------------------- | ---- | --- |
| [ 95 ]                              | Март 2008. | Хомосексуалност је болест                                       | 70%  | /   |
| [ 95 ]                              | Март 2008. | Параде поноса не треба да се одржавају                          | 75%  | /   |
| Повереник за заштиту равноправности | 2012.      | Хомосексуалност је болест                                       | 48%  | /   |
| [ 95 ]                              | 2015.      | Дискриминисани сте на основу сексуалне оријентације             | 51%  | /   |
| [ 95 ]                              | 2015.      | Покушали бисте да пронађете лек за своје нехетеросексуално дете | 48%  | /   |
| ИЛГА                                | 2017.      | Подржавате једнака права                                        | 59%  | 24% |
| ИЛГА                                | 2017.      | Подржавате заштиту геј особа од дискриминације на радном месту  | 64%  | /   |
| ИЛГА                                | 2017.      | Прихватили бисте геј комшију                                    | >50% | /   |
| ИЛГА                                | 2017.      | Људе у истополним везама треба оптужити као криминалце          | 21%  | 55% |
| Удружење за једнака права           | 2018.      | Прекинули бисте контакт са неким кад би сазнали да су ЛГБТ+     | 26%  | /   |
| Удружење за једнака права           | 2018.      | Хомосексуалност је болест                                       | 38%  | /   |
| Удружење за једнака права           | 2018.      | Покушали бисте да излечите ЛГБТ+ дете                           | 48%  | /   |
| Civil Rights Defenders              | 2020.      | Хомосексуалност је болест                                       | 57%  | /   |
| Civil Rights Defenders              | 2020.      | Треба дозволити одржавање параде поноса у Београду              | 68%  | /   |